# 興真乳業
興真乳業株式会社（こうしんにゅうぎょう）は、東京都文京区に本社を置く乳製品メーカー。牧場兼工場を千葉県八千代市においてある関係で、千葉県では学校給食の牛乳として使われている所が多い。

## 沿革
- 1906年 - 東京府東京市小石川区氷川下町（現在の東京都文京区大塚3丁目付近）において興真舎牛乳店として創業
- 1927年 - 興真牛乳株式会社を設立
- 1928年 - 千葉県大和田町新木戸（現在の千葉県八千代市）に660,000㎡の牧場を新設
- 1945年 - 戦災により都内の工場を焼失、また習志野牧場の大半を農地法により開放
- 1950年 - 習志野牧場の一角に牛乳処理工場（八千代工場）を建設し、事業を再開
- 1955年 - 社名を現商号に変更、興真乳業株式会社とする
- 1992年 - 八千代工場敷地内に新たに千葉工場が完成
- 1993年 - 森乳業株式会社（千葉県袖ケ浦市川原井）と業務提携
- 1994年 - 保証乳業株式会社（千葉県松戸市松飛台）と業務統合、森乳業株式会社と資本提携
- 1998年 - 保証乳業株式会社を合併。八千代工場、千葉工場ともにHACCP承認工場となる
- 2006年 - 創業100年
- 2010年 - 八千代工場と千葉工場を統合し、千葉工場となる
- 2012年 - 設立85年
- 2021年 - 創業115年

## 事業所
本社
〒113-0023 東京都文京区向丘1丁目1番15号ファミールヒルズ本郷東大前203
八千代事業所・千葉工場
〒276-0046 千葉県八千代市大和田新田130